# Silvia Pinheiro
Silvia Helena Araujo Pinheiro Pitombeira, née le 11 janvier 1981 à São Luís (Maranhão) au Brésil, est une handballeuse internationale brésilienne, qui évolue au poste d'arrière gauche.

## Biographie
En 2012, Silvia Pinheiro rejoint le Toulon Saint-Cyr Var Handball, en provenance du club autrichien de Hypo Niederösterreich.
À l'issue de la saison 2013-2014, elle quitte Toulon pour rejoindre le club brésilien de Concórdia

## Palmarès

### En club
Compétitions internationales
- Coupe de l'EHF
  - Vainqueur (1) : 2009
  - Finaliste (1) : 2008

Compétitions nationales
- vainqueur de la Coupe ABF (1) : 2007
- Championnat d'Espagne
  - Vainqueur (4) : 2009, 2010, 2011 et 2012
  - Vice-champion (1) : 2008
- vainqueur du Championnat d'Autriche (1) : 2012
- vainqueur de la Coupe d'Autriche (1) : 2012

### En équipe nationale
- Médaille d'or aux Jeux panaméricains de 2003[2]
- 7e place au championnat du monde 2005 en Russie
- Médaille d'or aux Jeux panaméricains de 2011[2]
- Médaille d'or au championnat panaméricain 2011
- 5e place au championnat du monde 2011 au Brésil
- 6e place aux Jeux olympiques de 2012[2]